# Am Neumarkttor 1

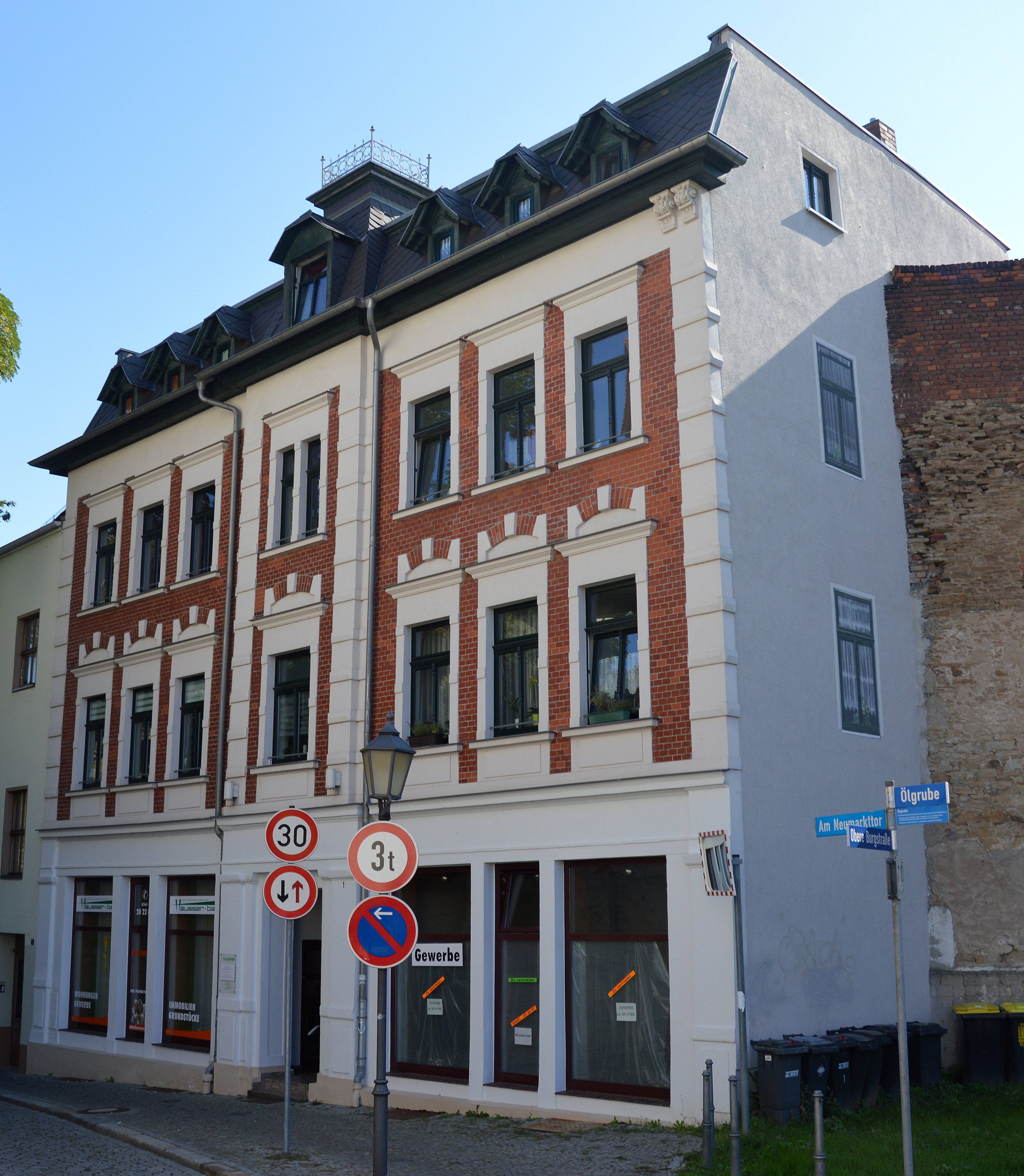
Haus Am Neumarkttor 1

Das Haus Am Neumarkttor 1 ist ein denkmalgeschütztes Wohn- und Geschäftshaus in der Stadt Merseburg in Sachsen-Anhalt.

## Lage
Das Gebäude liegt im östlichen Teil des Merseburger Stadtzentrum, östlich der Saale an der Kreuzung der Straßen Am Neumarkttor, der Oberen Burgstraße und der Straße Ölgrube. Nördlich grenzt das gleichfalls denkmalgeschützte Haus Am Neumarkttor 2 an.

## Architektur und Geschichte
Das dreigeschossige Haus wurde im Jahr 1892 im Stil des Historismus errichtet. Unter dem Haus befinden sich historische Keller aus verschiedenen Bauzeiten, die bis auf das Mittelalter zurückgehen. Der seitliche Flügel des Hauses bezieht Reste der Merseburger Stadtbefestigung und ein barockes Gebäude ein. Der Bau erfolgte durch Maurermeister Günther junior. Anfang des 21. Jahrhunderts erfolgte eine Sanierung.
Im örtlichen Denkmalverzeichnis ist das Wohn- und Geschäftshaus unter der Erfassungsnummer 094 20105 als Baudenkmal verzeichnet.